# 河野美砂子
河野 美砂子（こうの みさこ、1956年 - ）は、日本のピアニスト、歌人。

## 来歴
1956年、京都府京都市に生まれる。5歳からピアノを始める。京都市立堀川高等学校音楽科を経て京都市立芸術大学音楽学部卒業後、ロサンゼルスやウィーンに留学。井上直幸、ピヒト＝アクセンフェルトらに師事する。1988年、淡路島国際室内楽コンクール優秀賞を受賞。1992年「塔」入会。1995年から京都市立芸術大学音楽学部のピアノの非常勤講師を務める。1995年、「夢と数」で第41回角川短歌賞受賞。2004年、歌集『無言歌』により、第5回現代短歌新人賞。2016年、歌集『ゼクエンツ』により、第12回葛原妙子賞。